# Внешняя политика Турецкой Республики Северного Кипра
Внешняя политика Турецкой Республики Северного Кипра — это общий курс частично признанного государства Турецкой Республики Северного Кипра (ТРСК) в международных делах. ТРСК признается только Турцией, которая помогает осуществлять контакты с международным сообществом. После провозглашения независимости от Республики Кипр отношения ТРСК с остальным миром были ещё сильнее осложнены рядом резолюций Организации Объединённых Наций, в которых её независимость была признана юридически недействительной. Кипрские референдумы по плану Аннана в 2004 году по урегулированию Кипрского конфликта были приняты турками-киприотами, но отвергнуты греками-киприотами. После этого Европейский союз объявил о своих намерениях содействовать прекращению экономической изоляции ТРСК и начал оказывать помощь этой территории. Однако из-за давления со стороны Греции и Республики Кипр помощь, поступающая из фондов ЕС, не может быть использована ни на землях и собственности греков-киприотов, ни в государственных органах. В результате эти средства могут быть использованы только примерно на 20 % территории, находящейся под фактическим контролем ТРСК.
Против ТРСК действует эмбарго, что затрудняет попытки установления международных контактов и открытие представительств.

## Международное признание
Турция — единственная страна, которая признает независимость ТРСК и имеет посольство в Северной Никосии. ТРСК имеет посольство в Анкаре.
В 2005 году президент Гамбии Яйя Джамме заявил, что его страна готова признать независимость ТРСК. Республика Кипр выразила протест и Гамбия не стала признавать ТРСК.
Азербайджан и Гамбия выражали готовность официально признать независимость ТРСК. Несмотря на то, что этого не произошло, стали чаще происходить неофициальные контакты. Кроме того, дипломаты из других стран официально посещали посольство ТРСК в Анкаре, чтобы встретиться с послом ТРСК. Кроме того, Парагвай заявлял о намерении признать независимость ТРСК.

### Отозванные признания
В 1983 году Бангладеш и Пакистан отозвали признание ТРСК после принятия резолюции 541 СБ ООН и международного давления.

## Дипломатические представительства
В настоящее время только Турция имеет официальное посольство в ТРСК, а у ТРСК имеется посольство и консульства в Турции. В некоторых других странах ТРСК имеет неофициальные представительства. Турция представляет интересы ТРСК в странах, где она не имеет таких представительств. В Северной Никосии (управляемой турками-киприотами северной половиной Никосии) верховный комиссар Великобритании на Кипре и посол Соединенных Штатов на Кипре имеют свои официальные резиденции, но поскольку эти резиденции использовались до начала конфликта в 1963 году, это не свидетельствует об официальном признании ТРСК Великобританией или Соединёнными Штатами Америки. Кроме этих стран, дипломатические представительства в Северной Никосии расположены у Австралии, Франции, Германии, Республики Корея.
В мае 2015 года в Северной Никосии было открыто представительство ЕС Infopoint, целью которого является сближение турок-киприотов с Европейским союзом.
17 апреля 2022 года греческая газета Катимерини сообщила о том, что Россия открывает своё консульство в непризнанной республике, о чём правительство Республики Кипр было уведомлено ещё в январе 2021 года. Российская сторона также призвала Республику Кипр с пониманием отнестись к данному шагу. Согласно источникам Катимерини, открытие консульства «направлено на обслуживание/защиту почти 15 000 российских граждан, постоянно проживающих» на территории непризнанной республики. Консульство начнёт функционировать в течение года, и Россия уже занимается поиском места его расположения, здания и персонала. По мнению издания, данное решение не имеет прямого отношения к военному вторжению России на Украину или связанной с последним позицией Никосии относительно общеевропейских санкций в отношении России.

## Двусторонние отношения

### Азербайджан
В середине 1990-х годов Нахичеванская Автономная Республика (эксклав Азербайджана) приняла резолюцию, в которой признала независимость ТРСК, но сам Азербайджан пока  воздерживается от официальной поддержки этого решения в связи с карабахским конфликтом и признаёт Республику Кипр. Азербайджан симпатизирует ТРСК, но Республика Кипр признала бы независимость Нагорно-Карабахской Республики если бы Баку официально признал ТРСК.

### Республика Кипр
Между ТРСК и Республикой Кипр действует семь пограничных переходов. С мая 2004 года некоторые туристы стали прилетать в Республику Кипр, а затем пересекать Зелёную линию, чтобы провести отпуск на Северном Кипре. Кроме того, северные и южные власти острова решили открыть еще два пограничных пункта (Лефка (Аплик) и Дериния).
Международно признанное правительство Республики Кипр отказывается предоставить какой-либо официальный статус правительству ТРСК и активно отговаривает от этого любую другую страну. Эта политика соответствует резолюциям Совета Безопасности ООН и политике всего международного сообщества, которое отказывается признавать ТРСК. Правительство Республики Кипр рассматривает ТРСК как «незаконное образование», «оккупированная Турцией территория» и «марионеточное государство Турции». Фразеология, такая как «псевдо» или «так называемый», используется правительством Кипра для описания государственных чиновников и учреждений ТРСК.
Президент ТРСК именуется просто «лидером турок-киприотов» со стороны правительства Кипра, ЕС и Организации Объединённых Наций. Тем не менее, в соответствии с Конституцией Кипра 1960 года лидер турок-киприотов считается вице-президентом Республики Кипр с широкими правами вето, но правительство Республики Кипр с декабря 1963 года не признаёт этот статус. В связи с этим ТРСК отказывается от какого-либо официального признания правительства Республики Кипр, называя его «администрацией греко-киприотов Южного Кипра», а президента «лидером греков-киприотов» и Турция поддерживает эту позицию.
После того как Республика Кипр стала членом Европейского союза, южная часть острова стала частью Таможенного союза ЕС, а северная часть острова не вошла в Таможенный союз. Несмотря на это, Соглашения Зелёной линии призваны облегчить торговые отношения между Северным Кипром и ЕС.
С 2000 года разведка нефти в Средиземном море стала проблемой между администрациями севера и юга Кипра. Член ЕС, Греция, поддерживает юг, а кандидат на вступление в ЕС Турция поддерживает север.

### Экваториальная Гвинея
В 2011 и 2012 годах Президент Турецкой Республики Северного Кипра Дервиш Эроглу и президент Экваториальной Гвинеи Теодоро Обианг Нгема Мбасого провели встречу в Нью-Йорке, США.

### Греция
В 2014 году дипломат ТРСК Кудрет Озерсай и его делегация были приняты генеральным секретарем МИД Греции Анастасиосом Мициалисом.

### Гвинея
В 2008 году министр экономики, финансов и планирования Гвинеи Усман Доре посетил ТРСК, где провел встречу с министром иностранных дел Тургаем Авчи.

### Республика Косово
18 февраля 2008 года президент ТРСК Мехмет Али Талат поздравил народ Косово с провозглашением независимости, а Республика Кипр отказалась признавать независимость Косово от Сербии. Турция стала пятой страной, признавшей независимость Республики Косово, но пресс-секретарь президента ТРСК Хасан Эркакича заявил, что ТРСК не готовится официально признать Республику Косово. Республика Кипр отвергла провозглашение независимости Косово и руководствуясь постановлением Международного Суда ООН о том, что провозглашение независимости Республики Косово законно, заявила, что Косово и Северный Кипр не являются аналогичными ситуациями. Некоторые аналитики утверждают, что независимость Косово может оказаться прецедентом для международного признания ТРСК.

### Кыргызстан
В 2008 году произошло разрушительное землетрясение в Кыргызстане. ТРСК предоставила Кыргызстану палатки, одеяла, тонны продуктов питания, строительные материалы (цемент, сланец, древесина и кирпичи), генераторы энергии, дровяные печи и теплую одежду. В 2016 году в Кыргызстане был проведен общий форум Турецкокипрского-киргизского делового сотрудничества.

### Ливия
30 октября 2011 года Ливия и ТРСК подписали Протокол о сотрудничестве в области здравоохранения. Протокол включал резервирование 250 коек в больнице Ближневосточного университета в Северной Никосии для лечения раненых ливийцев.

### Пакистан
В феврале 2017 года президент ТРСК Мустафа Акынджи был принят президентом Пакистана Мамнуном Хуссейном.

### Россия
В феврале 2008 года президент Российской Федерации Владимир Путин сравнил ситуацию на Северном Кипре с ситуацией, возникшей в результате одностороннего провозглашения независимости Косово, против которого выступает Россия, чтобы указать европейским странам на двойные стандарты в их стремлении признать Косовский регион независимым государством.
2 сентября 2008 года посол России в Турции объявил, что если Турция признает отколовшиеся от Грузии регионы Южной Осетии и Абхазии, Россия признает ТРСК как независимую страну. Позднее министр иностранных дел России Сергей Лавров отверг этот вариант.

### Турция
ТРСК полностью поддерживает стремление Турции вступить в Европейский Союз. 21 сентября 2012 года Турция и ТРСК в Нью-Йорке подписали соглашение о границе исключительной экономической зоны.
В январе 2018 года премьер-министр Турецкой Республики Северного Кипра Хусейн Озгюргюн высказал поддержку турецкому вторжению в северную Сирию с целью вытеснения Отрядов народной самообороны курдов, поддерживаемых США, из района Африн. Хусейн Озгюргюн заявил, что его самым большим желанием является успешный исход военной операции Турции в Африне.

### Великобритания
3 февраля 2017 года Верховный суд Великобритании постановил, что в законодательстве Великобритании нет обязанности правительства воздерживаться от признания Северного Кипра. Организация Объединенных Наций тоже сотрудничает с правоохранительными органами Северного Кипра и содействует контактам между двумя частями острова. Чиновники ТРСК заявили, что Северный Кипр должен быть готов к Brexit, так как законодательство ЕС перестанет являться обязательным к исполнению для Великобритании. Таким образом, Великобритания и ТРСК смогут развивать торговые контакты.

### Соединенные Штаты Америки
В 1984 году США воздержались при голосовании в Совете Безопасности ООН, осуждая «сепаратистскую деятельность» на Кипре. Представительство Северного Кипра в США расположено по адресу: 1667 K Street, Northwest в Вашингтоне. Представительство ТРСК в Нью-Йорке является фактической дипломатической миссией при Организации Объединенных Наций (а также де-факто Генеральным консульством).

## Членство в международных организациях
В 1994 году ТРСК стала членом-наблюдателем Международной организации тюркской культуры.
В 2004 году ТРСК стала членом-наблюдателем Организации исламского сотрудничества под названием Государство турок-киприотов. В 2017 году Северный Кипр впервые был представлен под своим официальным названием «Турецкая республика Северного Кипра» на конференции ОИК в Саудовской Аравии.
В 2004 году общине турок-киприотов был присвоен статус наблюдателя в Парламентской ассамблее Совета Европы (ПАСЕ) в составе делегации Кипра. С тех пор два представителя турок-киприотов для ПАСЕ избираются в Ассамблее ТРСК.
16 октября 2012 года ТРСК стала членом Организации экономического сотрудничества под названием Государство турок-киприотов. В 2017 году ТРСК впервые была представлена под своим официальным названием Турецкая Республика Северного Кипра на конференции ОЭС в Пакистане.
В 2013 году Общество Красного Полумесяца Северного Кипра стало членом-наблюдателем Международного движения Красного Креста и Красного Полумесяца.